# Peggy Gou
Peggy Gou (eigentlich Min-ji Kim; * 3. Juli 1991 in Incheon, Südkorea) ist eine südkoreanische Musikproduzentin, DJ und Modedesignerin. 2018 hatte sie ihren musikalischen Durchbruch mit dem Hit It Makes You Forget (Itgehane). Peggy Gou singt auf Koreanisch und Englisch. Seit 2013 lebt sie in Berlin.

## Biografie

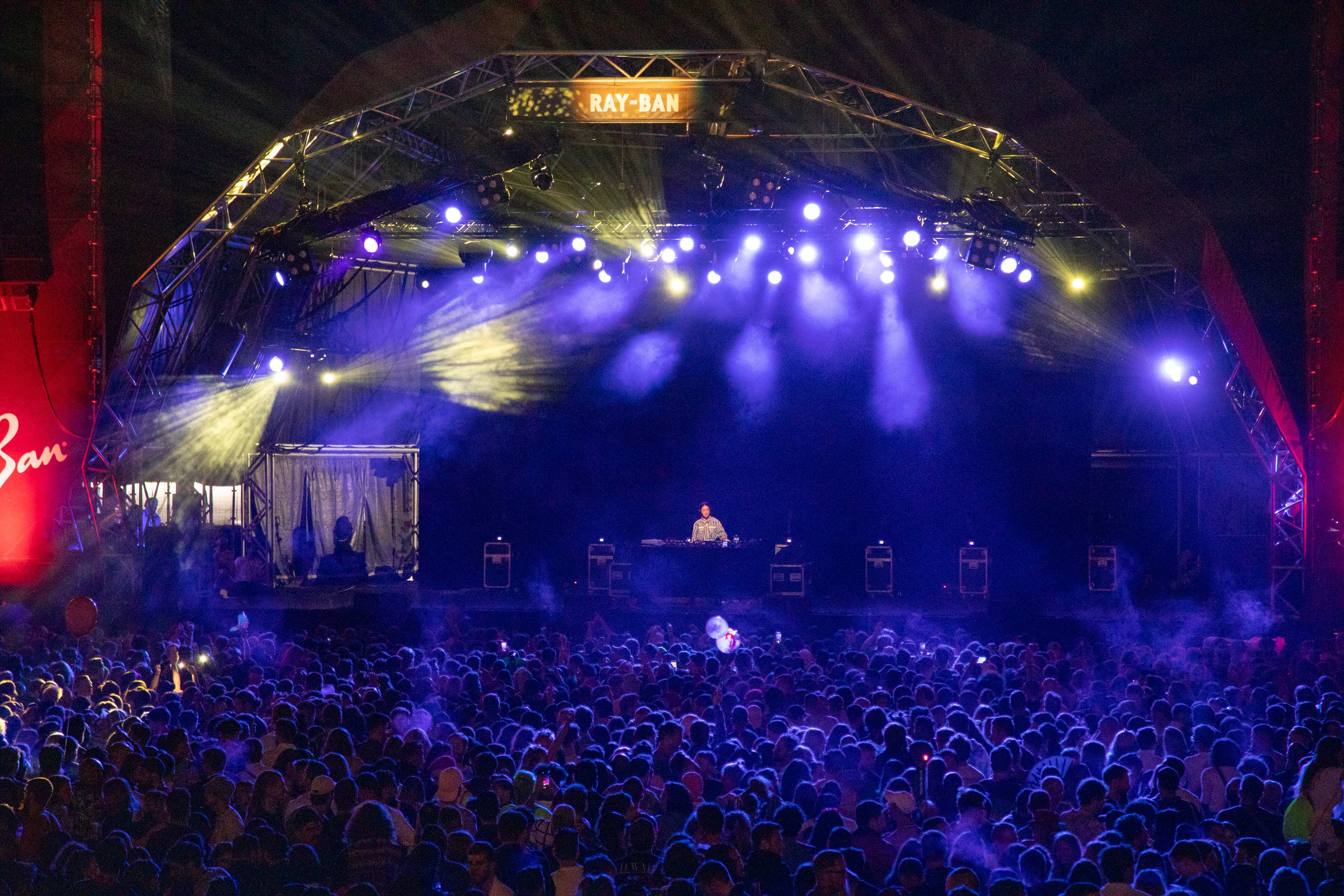
Peggy Gou beim Primavera Sound 2019 in Neapel, Italien

Peggy Gou ist die Tochter von Kim Chang-ryong (김창룡 MCR Kim Ch’angryong), ehemaliger Journalist und Professor für Medienkunde, und einer Geschäftsfrau. Mit 14 Jahren wurde sie von ihren Eltern nach London geschickt, um richtig Englisch zu lernen. Ein Jahr später holten ihre Eltern sie nach Südkorea zurück, wo sie die Schule abschloss und die Universität besuchte. Bereits vorher hatte sie sich für Musik interessiert, insbesondere Hip-Hop der 1990er Jahre und Electronic Dance Music.
Peggy Gou zog nach London zurück und studierte Mode am London College of Fashion. Während ihres Studiums begann sie, bei Partys und in Clubs aufzulegen. Daneben arbeitete sie für Modemagazine und eine koreanische Zeitschrift.
Bei Ausflügen nach Berlin entdeckte sie den Techno für sich. 2014 zog sie ganz nach Berlin, um als DJ zu arbeiten. Geld verdient sie zunächst in einem Plattenladen. Roman Flügel wurde ihr großes Vorbild.
2016 legte sie erstmals im Berghain auf. Sie veröffentlichte in diesem Jahr vier EPs. 2017 schaffte sie es in einer Leserumfrage des Magazins Groove auf Platz vier der Newcomer des Jahres. Seitdem ist sie ständig auf Tour durch Clubs überall in der Welt. 2018 hatte sie mit dem Hit It Makes You Forget (Itgehane) ihren musikalischen Durchbruch. Dieser Titel ist auch im Soundtrack des Computerspiels FIFA 19 enthalten. Der Evening Standard bezeichnete sie als „beliebtesten DJ der Erde“.
2018 lernte Peggy Gou in Stockholm den Modedesigner und DJ Virgil Abloh kennen, der sie für eine Party seines Modelabels buchte. Daraufhin traten Claudio Antonioli und Davide De Giglio, Gründer der Firma New Guards Group (NGG), mit ihr in Kontakt und schlugen ihr vor, mit ihnen ein Modelabel zu gründen. Sie nahm unter der Bedingung an, dass die Modearbeit ihre Musikpläne nicht stören dürfe. Die erste Kollektion von Peggy Gous Label Kirin ist für den Herbst 2019 geplant.
In dem von Jonas Lindstroem inszenierten Musikvideo zu Gous Starry Night aus 2019 ist neben ihr selbst der südkoreanische Schauspieler Yoo Ah-in zu sehen, der weltweit mit seiner Hauptrolle in dem Film Burning bekannt wurde.
2019 wurde Peggy Gou beim Forbes Asia zu den einflussreichsten Führungskräften unter 30 gewählt.

## Diskografie

### Album
- 2024: I Hear You

### EPs
- 2016: Art of War
- 2016: Art of War (Part II)

### Singles
- 2016: Day Without Yesterday/Six O Six
- 2016: Seek for Maktoop
- 2018: It Makes You Forget (Itgehane)
- 2018: Han Jan
- 2018: Travelling Without Arriving
- 2018: Needs x UN Woman Present HeForShe
- 2019: Starry Night (UK: Silber)
- 2020: Jigoo (mit Maurice Fulton)
- 2021: Nabi (mit Ohhyuk)
- 2021: I Go
- 2023: (It Goes Like) Nanana (US: Gold)
- 2023: (I Believe in Love Again) mit Lenny Kravitz[11]
- 2024: 1+1 = 11 (Edit)
- 2024: Lobster Telephone (Edit)

## Auszeichnungen für Musikverkäufe
| Goldene Schallplatte - Italien - 2021: für die Single Starry Night - Kanada - 2023: für die Single (It Goes Like) Nanana - Portugal - 2023: für die Single (It Goes Like) Nanana Platin-Schallplatte - Australien - 2023: für die Single (It Goes Like) Nanana - Frankreich - 2024: für die Single (It Goes Like) Nanana - Griechenland - 2023: für die Single Starry Night - Niederlande - 2023: für die Single (It Goes Like) Nanana - Spanien - 2024: für die Single (It Goes Like) Nanana | 2× Platin-Schallplatte - Italien - 2024: für die Single (It Goes Like) Nanana 4× Platin-Schallplatte - Griechenland - 2025: für die Single (It Goes Like) Nanana |

Anmerkung: Auszeichnungen in Ländern aus den Charttabellen bzw. Chartboxen sind in ebendiesen zu finden.
| Land/RegionAuszeichnungen für Musikverkäufe (Land/Region, Auszeichnungen, Verkäufe, Quellen) | Silber  | Gold     | Platin       | Verkäufe | Quellen             |
| -------------------------------------------------------------------------------------------- | ------- | -------- | ------------ | -------- | ------------------- |
| Australien (ARIA)                                                                            | —       | —        | Platin1      | 70.000   | aria.com.au         |
| Frankreich (SNEP)                                                                            | —       | —        | Platin1      | 200.000  | snepmusique.com     |
| Griechenland (IFPI)                                                                          | —       | —        | 5× Platin5   | 100.000  | Einzelnachweise     |
| Italien (FIMI)                                                                               | —       | Gold1    | 2× Platin2   | 235.000  | fimi.it             |
| Kanada (MC)                                                                                  | —       | Gold1    | —            | 40.000   | musiccanada.com     |
| Niederlande (NVPI)                                                                           | —       | —        | Platin1      | 80.000   | nvpi.nl             |
| Portugal (AFP)                                                                               | —       | Gold1    | —            | 5.000    | Einzelnachweise     |
| Spanien (Promusicae)                                                                         | —       | —        | Platin1      | 60.000   | elportaldemusica.es |
| Vereinigte Staaten (RIAA)                                                                    | —       | Gold1    | —            | 500.000  | riaa.com            |
| Vereinigtes Königreich (BPI)                                                                 | Silber1 | —        | Platin1      | 800.000  | bpi.co.uk           |
| Insgesamt                                                                                    | Silber1 | 4× Gold4 | 12× Platin12 |          |                     |

## Auszeichnungen
- Power Hits Estate
  - 2023 – Preis Power Hits Estate PMI für (It Goes Like) Nanana